# چشام بویز
چشام بویز (به انگلیسی: Chesham Bois) یک روستا و محله مدنی در بریتانیا است که در Chiltern واقع شده‌است. چشام بویز ۳٬۱۱۷ نفر جمعیت دارد.